# Jan Kraska (biskup)
Jan Kraska Tarnowski herbu Belina,  (?-1462) – biskup chełmski; (18 sierpnia 1452-1462)
Jan Kraska, podobnie jak jego poprzednicy - Stefan ze Lwowa, Biskupiec, wstąpił do zakonu dominikanów.  Odbył studia zakończone tytułem doktora teologii. Biskupem chełmskim został mianowany 18 sierpnia 1452 r. W czasie swoich rządów biskupich przyczynił się do zabezpieczenia warunków prawidłowego funkcjonowanie diecezji w Chełmie. Zadbał o uposażenie kapituły, a także wyjednał u Kazimierza Jagiellończyka (1456 r.) przyznanie biskupom chełmskim dóbr wieczystych, w skład których weszły miejscowości Sawin i Skierbieszów. W celu rozwijał misji na ziemi chełmskiej sprowadził do diecezji dominikanów, których osiedlił w Skierbieszowie oddając im w użytkowanie wybudowany przez siebie kościół. Przydomek Jana Tarnowskiego “Kraska” nadany został - według Herbarza Niesieckiego - z powodu dość znacznej “tułowitości ciała i czerwoności twarzy.